# Фелпс (округ, Міссурі)
Шаблон:StateAbbr_ 37°53′ пн. ш. 91°47′ зх. д. / 37.88° пн. ш. 91.79° зх. д.
Округ  Фелпс (англ. Phelps County) — округ (графство) у штаті Міссурі, США. Ідентифікатор округу 29161.

## Історія
Округ утворений 1857 року.

## Демографія
За даними перепису 
2000 року 
загальне населення округу становило 39825 осіб, зокрема міського населення було 20777, а сільського — 19048.
Серед мешканців округу чоловіків було 20225, а жінок — 19600. В окрузі було 15683 домогосподарства, 10235 родин, які мешкали в 17501 будинках.
Середній розмір родини становив 2,92.
Віковий розподіл населення поданий у таблиці:
| Стать    | До 15 років | 15-21 | 22-29 | 30-39 | 40-49 | 50-65 | 65-85 | Понад 85 |
| -------- | ----------- | ----- | ----- | ----- | ----- | ----- | ----- | -------- |
| Чоловіки | 3894        | 3268  | 2628  | 2434  | 2686  | 2957  | 2139  | 219      |
| Жінки    | 3778        | 2204  | 1867  | 2638  | 2817  | 3127  | 2689  | 480      |

## Суміжні округи
- Ґасконейд — північний схід
- Кроуфорд — схід
- Дент — південний схід
- Техас — південь
- Пуласкі — захід
- Меріс — північний захід

## Виноски
1. ↑  U.S. Decennial Census. United States Census Bureau. Процитовано 18 листопада 2014.
2. ↑  Historical Census Browser. University of Virginia Library. Архів оригіналу за 11 серпня 2012. Процитовано 18 листопада 2014.
3. ↑  Population of Counties by Decennial Census: 1900 to 1990. United States Census Bureau. Процитовано 18 листопада 2014.
4. ↑  Census 2000 PHC-T-4. Ranking Tables for Counties: 1990 and 2000 (PDF). United States Census Bureau. Процитовано 18 листопада 2014.
5. ↑  State & County QuickFacts. United States Census Bureau. Архів оригіналу за 7 червня 2011. Процитовано 12 вересня 2013.(англ.) Наведено за англійською вікіпедією.
6. ↑  American FactFinder. Бюро перепису населення США. Архів оригіналу за 26 лютого 2012. Процитовано 31 січня 2008. [Архівовано 2008-05-21 у Wayback Machine.]

| США | Це незавершена стаття з географії США. Ви можете допомогти проєкту, виправивши або дописавши її. |